# Ильенковские чтения
Илье́нковские чте́ния — международная конференция, проводимая ежегодно с 1991 года. Посвящена советскому философу Э. В. Ильенкову.

## История конференции
В 1980 году, через год после смерти Эвальда Васильевича Ильенкова, в Москве в Институте философии под руководством В. А. Лекторского прошёл первый семинар, посвящённый памяти Э. В. Ильенкова и приуроченный ко дню его рождения (18 февраля). С тех пор февральский семинар стал проходить ежегодно.
В 1990 году С. Н. Мареев высказал идею Ильенковских чтений и успешно провёл их в 1991 году. С тех пор Чтения проводятся ежегодно. С 1997 года материалы обсуждений стали публиковаться.
Первый сборник тезисов выступлений вышел в издательстве «Книга» Московской государственной академии печати, на базе которой в том году проходили очередные Чтения.
Следующим стал сборник материалов Юбилейных чтений 1999 года, вышедший двумя изданиями.
В 2002 году вышли материалы Чтений 2000-го и 2001 года – в двух томах.
В 2005 году в Воронеже были опубликованы в двух томах материалы очередных Чтений, прошедших там.
В 2012 году в Москве были опубликованы в двух томах материалы очередных Чтений, прошедших в СГА.

## Хронология

### 2012 год — Москва
Ильенковские чтения 2012 года прошли 12—13 апреля в Москве, на базе кафедры философии СГА «Современная Гуманитарная Академия».
Сайт конференции: https://web.archive.org/web/20130119035026/http://www.conf.muh.ru/120412
Тема конференции: «Э. Ильенков: Идеальное. Мышление. Сознание».

### 2011 год — Астана
Ильенковские чтения 2011 года прошли 12—13 мая в Астане, на базе факультета социальных наук Евразийского Национального Университета имени Л.Н.Гумилева «ЕНУ».
Сайт конференции: http://ilyenkov-conf.livejournal.com/
Тема конференции: «Философия и культура».

### 2010 год — Киев
Ильенковские чтения 2010 года прошли 13—14 мая в Киеве, на базе кафедры философии НТУУ «Киевский политехнический институт».
Сайт конференции: http://ilyenkov-conf.livejournal.com/
Тема конференции: «Нет ничего практичнее хорошей теории».

### 2009 год — Москва
В 2009 году чтения прошли в мае в Зеленограде.
Тема конференции: «Э. В. Ильенков и перспективы развития гуманистической мысли».

### 2007 год — Ростов-на-Дону
В 2007 году чтения прошли 26—27 апреля в Ростове-на-Дону на философском факультете Южного Федерального университета. Конференция была посвящена 200-летию выхода в свет гегелевской «Феноменологии духа».
Тема конференции: «Ильенков и Гегель».

### 2006 год — Киев
В 2006 году Ильенковские чтения прошли 20—21 апреля в Киеве.
Тема конференции: «Проблема идеального».

### 2005 год — Воронеж
В 2005 году Ильенковские чтения прошли 30—31 мая в Воронеже.
Тема конференции: «Проблема истинности теоретического знания».

### 2004 год
Ильенковские чтения впервые проводятся в Российском государственном гуманитарном университете в течение трёх дней 25—27 марта 2004 года в Москве.
Конференция была посвящена 80-летию со дня рождения Эвальда Васильевича Ильенкова.
Тема конференции: «Место Ильенкова в мировой, русской и советской философии».
В них приняли участие 148 человек из России, стран СНГ, Германии, Финляндии и США и было заслушано 42 сообщения и доклада.
На пленарном заседании 25 марта с программными докладами выступили ученики и соратники Э. В. Ильенкова.
26 марта проходила работа по следующим секциям:
- «Э. В. Ильенков и мировая философия»,
- «Идеальное как центральная проблема в творчестве Э. В. Ильенкова»,
- «Образовательные аспекты философии Э. В. Ильенкова».

На заключительном пленарном заседании 27 марта состоялась дискуссия по вопросам конференции. Ежедневно в течение конференции проводился симпозиум «Диалектика и культура».

### 2003 год
В 2003 году Чтения проводились 25—26 апреля в Москве. Конференция состоялась в Институте общего и среднего образования Российской Академии образования.
Тема конференции: «Педагогические идеи Ильенкова и современные проблемы образования».

### 2002 год
В 2002 году Чтения прошли 21—22 февраля в Российском институте интеллектуальной собственности в Москве. В них приняли участие философы из Германии и Финляндии.
Тема конференции: «Проблема общественного идеала в творчестве Ильенкова».

### 1999 год
1999 год 
Конференция прошла в Зеленограде.
Тема конференции: «Э. В. Ильенков и проблема идеального».
- Е.В.Мареева - Э.В. Ильенков и проблема идеального (по материалам Ильенковских чтений-99)

### 1991 год — Москва
Первые всесоюзные Ильенковские чтения прошли 14—15 февраля 1991 в Москве.
- Программа чтений